# Francis Lederer
Francis Lederer (Praga, 6 de noviembre de 1899-Palm Springs, 25 de mayo de 2000) fue un actor teatral y cinematográfico estadounidense de origen austrohúngaro.

## Carrera interpretativa

### Europa
Ya de joven, Lederer se sintió atraído por la interpretación, por lo que estudió en la Academia de Música y en la de Arte de Dramático de Praga. Tras servir en la Primera Guerra Mundial, debutó con un papel de comparsa en el Nuevo Teatro Alemán en la obra Corazón Ardiente. Viajó por Moravia y por varios países europeos, consiguiendo abrirse paso poco a poco y haciéndose un ídolo de las tablas en teatros de Checoslovaquia, Hungría, Austria y Alemania. Una de sus destacadas interpretaciones fue la de «Romeo» en la adaptación llevada a cabo por Max Reinhardt de la obra Romeo y Julieta.
A finales de los años veinte, Lederer fue tentado a actuar en el cine  por la actriz alemana Henny Porten y por su marido, productor. A causa de su buena presencia, la crítica tardó tiempo en tomarlo en serio, pero su asociación con directores como Georg Wilhelm Pabst, para quien interpretó Die Büchse der Pandora con Louise Brooks y Atlantik (ambas en 1929), cambió la situación. Ese mismo año también destacó en Die wunderbare Lüge der Nina Petrowna. Lederer, que en esa época aparecía en los créditos como «Franz», pasó con facilidad del cine mudo al sonoro, y se convirtió en una de las primeras estrellas masculinas europeas.

### Estados Unidos
En 1931 Lederer se encontraba en Londres para actuar en la obra teatral Volpone, y al año siguiente en Autumn Crocus, que también interpretó en Broadway – usando el nombre «Francis» – haciendo un total de 210 representaciones entre 1932 y 1933. También actuó con dicha pieza en Los Ángeles. Sus actuaciones llamaron la atención y le llegaron ofertas cinematográficas de Hollywood. Por ello, y con la situación política deteriorándose en Europa, Lederer decidió permanecer en los Estados Unidos, nacionalizándose estadounidense en 1939.
Sus primeras películas en Estados Unidos eran de temática ligera, y en las mismas interpretaba el primer papel masculino. Se trataba de filmes como Man of Two Worlds (1934), Romance in Manhattan (1934), con Ginger Rogers, The Gay Deception (1935), junto a Frances Dee, y One Rainy Afternoon (1936).  (En principio iba a interpretar el primer papel frente a Katharine Hepburn en el film de 1935 Break of Hearts, pero los productores le reemplazaron por Charles Boyer.) Irving Thalberg planeó hacer de Lederer «la mayor estrella de Hollywood», pero la muerte de Thalberg lo evitó, y Lederer nunca llegó realmente a convertirse en una estrella al estilo americano, quizás porque su estilo europeo no encajaba en la sociedad americana de la época.
Aunque siguió interpretando ocasionalmente primeros papeles –destacando su playboy en el film de Mitchell Leisen Midnight, junto a Claudette Colbert y John Barrymore en 1939–, a finales de la década de 1930 Lederer empezó a ampliar su repertorio con papeles de carácter, algunos poco convencionales e, incluso, con papeles de villano. Edward G. Robinson alabó la actuación de Lederer como Nazi estadounidense en el film Confessions of a Nazi Spy, interpretado por ambos en 1939. También fue aplaudido su retrato de un fascista en The Man I Married (1940), con Joan Bennett. Además, interpretó a un vampiro en The Return of Dracula en 1958.

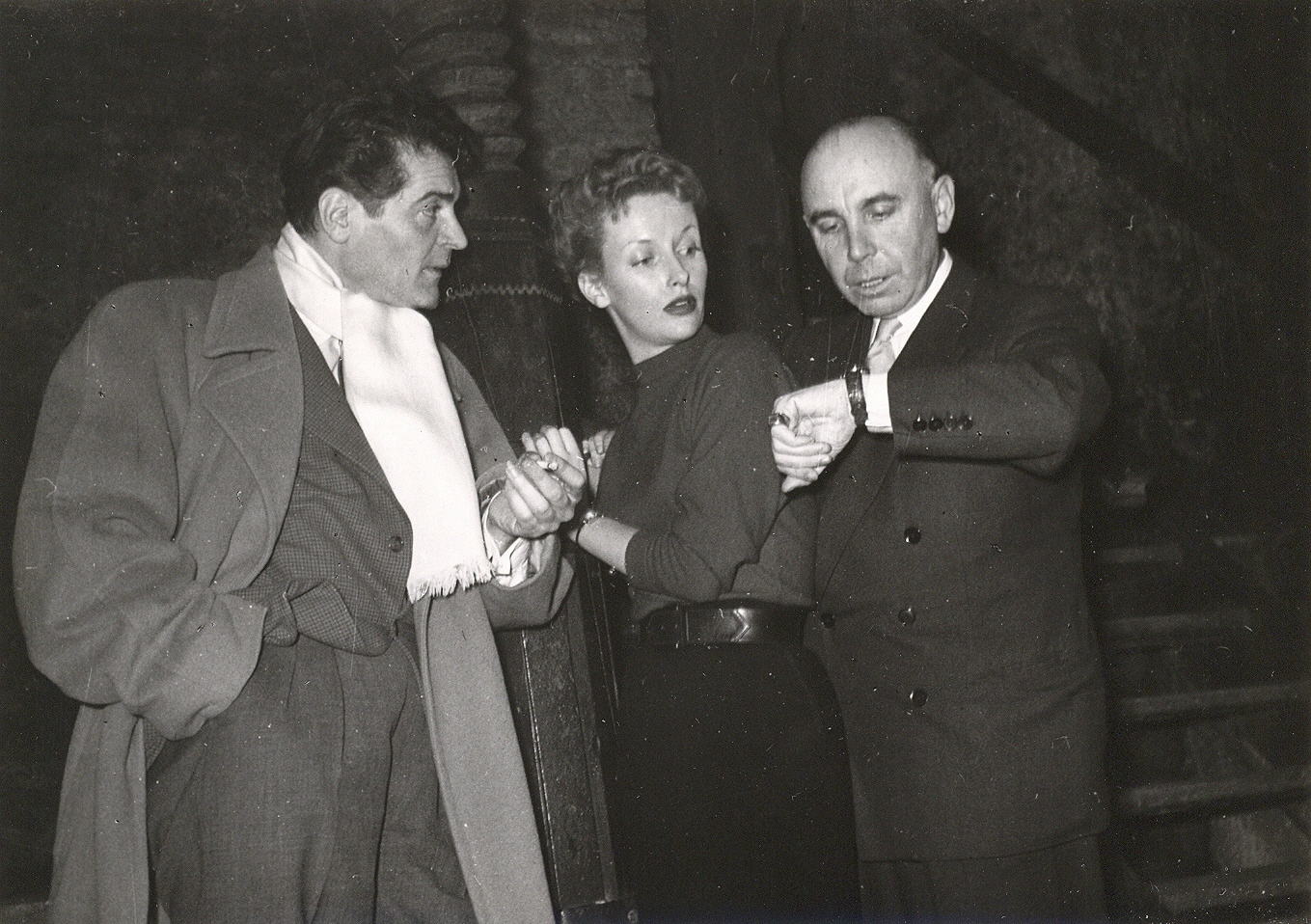
Francis Lederer, Joan Camden y Emil Edwin Reinert durante la producción de Stolen Identity, Viena, 1952

A lo largo de su carrera, Lederer, que estudió con Elia Kazan en el Actors Studio de Nueva York, siguió tomándose en serio el trabajo teatral, y actuó a menudo en Nueva York y en otros lugares. Así, intervino en las producciones de Golden Boy (1937), Seventh Heaven (1939), No Time for Comedy (1939), en la que reemplazó a Laurence Olivier, The Play's the Thing (1942), Casa de muñecas (1944), Arms and the Man (1950), The Sleeping Prince (1956) y The Diary of Anne Frank (1958).
Aunque en 1941 dejó temporalmente el cine para poder concentrarse en su trabajo teatral, volvió a la pantalla en 1944, actuando en A Voice in the Wind y The Bridge of San Luis Rey, además de en filmes como el de Jean Renoir The Diary of a Chambermaid (1946) o Million Dollar Weekend (1948). En 1950, tras rodar Surrender, nuevamente se alejó temporalmente de Hollywood, volviendo una vez más en 1956 con Lisbon y la comedia The Ambassador's Daughter.  Su última actuación para el cine fue Terror Is a Man en 1959.
Durante los diez años siguientes siguió trabajando en la televisión, con intervenciones en shows como Sally, Los Intocables, Ben Casey, Misión: Imposible y That Girl. Su última interpretación televisiva fue para un episodio de 1971 de la serie de Rod Serling Galería Nocturna.

## Últimos años y fallecimiento
En sus últimos años, Lederer, que se había enriquecido invirtiendo en bienes inmuebles, especialmente en el área de Canoga Park, California, donde él vivía, dedicó mucho tiempo a tareas filantrópicas, sociales y políticas. Fue Comisionado de Parques de Los Ángeles, fue galardonado por sus esfuerzos en embellecer la ciudad, y fue alcalde honorario de Canoga Park durante un tiempo. 
También estuvo interesado en los movimientos pacifistas y en la enseñanza de la interpretación, y fue uno de los fundadores de la American National Academy of Performing Arts de Los Ángeles, y de la International Academy of Performing Arts de Washington D. C.. En 2000 fue galardonado por el gobierno austriaco con la Cruz de Honor de Primera Clase para la Ciencia y las Artes.
Aunque Lederer había estado casado brevemente en dos ocasiones anteriores – la segunda con la actriz María Marguerita Guadalupe Teresa Estela Bolado, conocida como Margo – su tercer matrimonio, con Marion Irvine, que trabajaba como Comisionada de Asuntos Culturales de Los Ángeles, duró 59 años. Lederer trabajó hasta una semana antes de su fallecimiento, a los 100 años de edad, en Palm Springs, California. Era uno de los últimos veteranos supervivientes del ejército austro húngaro en la Primera Guerra Mundial.

## Filmografía seleccionada
Europa
- Zuflucht (1928)
- Die Büchse der Pandora (1929)
- Atlantik (1929)
- La maravillosa mentira de Nina Petrovna (Die Wunderbare Lüge der Nina Petrowna) (1929)
- Maman Colibri (1929)
- Man of Two Worlds (1934)
- Abenteuer in Wien (1952)
- Stolen Identity (1953)

Estados Unidos
| - Romance in Manhattan (El embrujo de Manhattan) (1935) - The Gay Deception (La alegre mentira) (1935) - One Rainy Afternoon (Una tarde de lluvia) (1936) - My American Wife (1936) - Midnight (Medianoche, 1939) - Confessions of a Nazi Spy (1939) - The Man I Married (1940) - Puddin' Head (1941) - A Voice in the Wind (1944) | - The Bridge of San Luis Rey (El puente de San Luis Rey) (1944) - The Diary of a Chambermaid (Memorias de una doncella) (1946) - Million Dollar Weekend (1948) - Surrender 1950 - Captain Carey, U.S.A. (1950) - Lisbon (Lisboa) 1956 - The Ambassador's Daughter (La hija del embajador) (1956) - The Return of Dracula (1958) - Terror Is a Man (1959) |